# El burrito sabanero
«El Burrito de Belén», también conocido como Mi Burrito Sabanero, es un villancico navideño venezolano del género folklórico aguinaldo, creado por el artista y compositor venezolano Hugo Blanco Manzo para la temporada navideña de 1972. Fue grabada primero por el folclorista venezolano Simón Díaz, incluida en su disco Las Gaitas de Simón, donde es acompañado por la Coral Infantil de Venezuela; y luego se grabó con el grupo musical infantil venezolano La Rondallita en noviembre de 1975 con la voz solista del niño Ricardo Cuenci, siendo esta última versión la que alcanzó gran popularidad en varios países de Hispanoamérica y Europa desde finales de la década de 1970, sin embargo, la versión de Topo Gigio, la cual fue lanzada como parte de un disco promocional de navidad titulado Topo Topito tomó más relevancia al publicarse, sin embargo, el sencillo no fue incluido al salir el disco a la venta.  La revista estadounidense Billboard, la ha incluido en su lista de las «100 mejores canciones navideñas de todos los tiempos».
El arreglista Raúl Cabrera, quien era director de la Coral Infantil Venezuela en ese momento, fue quien hizo el arreglo musical para un montaje coral infantil.
El término «cuatrico» es un diminutivo de la palabra «cuatro»; el cuatro es el instrumento musical más representativo del folclore venezolano. Consiste en un instrumento de la familia de las guitarras, con cuatro cuerdas con la afinación la-re-fa#-si.
El estilo musical de esta pieza no posee el típico ritmo navideño venezolano conocido como «Aguinaldo», que es similar al merengue venezolano (5/8 y algunas veces 6/8), sino 2/4. Quizá esto explique su difusión en lugares tan lejanos como Suiza.
Ricardo Cuenci nunca recibió ningún tipo de regalías de la versión del «El burrito sabanero» a pesar de la popularidad que adquirió la canción en toda la región.
A lo largo de los años, ha superado las raíces geográficas y culturales para convertirse en un favorito mundial en Navidad. Su melodía sencilla y letra alegre han cautivado a los niños y su carácter pegadizo perdura en la memoria colectiva mucho después de las festividades. Con numerosos artistas de todo el mundo interpretando sus propias versiones, este villancico se ha convertido en un pilar de las celebraciones navideñas, llevando un mensaje de felicidad y sencillez a corazones en todo el mundo.

## Otras versiones
- El cantautor colombiano Juanes grabó su propia versión en 2006 de esta famosa pieza venezolana, la cual es el primer sencillo para radio de la compilación navideña Superestrellas en Navidad, un álbum que presenta canciones navideñas grabadas por conocidos artistas de la música en español, como David Bisbal, Garibaldi y Pedro Fernández, entre otros.
- El panameño Flex lanzó una versión en reguetón en el año 2008.
- La estadounidense Adrienne Bailon, cantante, actriz y animadora incluyó «El Burrito Sabanero» (en castellano) en su primer álbum como solista New Tradiciones (sic), Incluye a Freddy Bailon, Claudette Bailon, Beau Harper y Jet Marie como invitados.
- El también estadounidense Aloe Blacc, publicó su propia versión (en castellano) en el álbum Christmas Funk para la temporada 2018/2019.
- La banda mexicana Matute realizó una versión en 2020, perteneciente a su álbum de estudio navideño Navidad Matute.
- En 2023, la Orquesta Sinfónica Metropolitana de Madrid, el Coro Talía y el Coro Infantil Talía Mini, interpretaron el tema en el Auditorio Nacional de Música de Madrid, España. Esta versión fue un arreglo de Alejandro Vivas con la dirección de orquesta de Silvia Sanz Torre.[8]
- El español David Bisbal lanzó una versión en 2024, perteneciente a su álbum navideño «Todo es posible en Navidad». [9]